# تیم ملی بسکتبال مردان سنت وینسنت و گرنادین‌ها
تیم ملی بسکتبال سنت وینسنت و گرنادین ها نماینده سنت وینسنت و گرنادین ها در مسابقات بین‌المللی است.